# Acianthera prognatha
Acianthera prognatha är en orkidéart som först beskrevs av Carlyle August Luer och Rodrigo Escobar, och fick sitt nu gällande namn av Alec M. Pridgeon och Mark W. Chase. Acianthera prognatha ingår i släktet Acianthera och familjen orkidéer. Inga underarter finns listade i Catalogue of Life.